# Tarik Elyounoussi
Tarik Elyounoussi, en arabe : طارق اليونسي, né le 23 février 1988 à Al Hoceïma au Maroc, est un footballeur norvégien d'origine marocaine.
Il est le cousin de Mohamed Elyounoussi.

## Biographie
Il a commencé sa carrière au club amateur Trosvik IF avant de faire ses armes au Fredrikstad FK, en Norvège. Il est considéré comme le plus grand espoir formé au Fredrikstad FK. Il a été élu meilleur jeune joueur norvégien en 2006 et 2007.

## Sélection
- Norvège : 60 sélections / 10 buts
- Première sélection le 28 mai 2008 : Norvège - Uruguay (2-2)
- Premier but le 28 mai 2008 : Norvège - Uruguay (2-2)

Tarik Elyounoussi débute le 28 mai 2008 en équipe nationale de Norvège lors d'un match amical contre l'Uruguay. Remplaçant, il inscrit son premier but international seulement quatre minutes après son entrée en jeu.

## Palmarès
Fredrikstad FK
- Coupe de Norvège :
  - Vainqueur en 2006.

 SC Heerenveen
- Coupe des Pays-Bas :
  - Vainqueur en 2009.

 Olympiakos le Pirée
- Championnat de Grèce :
  - Champion en 2017.

 Qarabağ FK
- Championnat d'Azerbaidjan :
  - Champion en 2018.

 AIK Solna
- Championnat de Suède :
  - Champion en 2018.

### Distinctions personnelles
- Joueur de l'année en Norvège :
  - Vainqueur en 2006 et 2007